# Emmental (hạt)
Địa hạt hành chính Emmental (tiếng Đức: Verwaltungskreis Emmental, tiếng Pháp: Arrondissement administratif de l'Emmental) là một địa hạt hành chính của bang Bern, được thành lập ngày 1 tháng 1 năm 2010, trên cơ sở các quận (tiếng Đức: amtsbezirk, tiếng Pháp: district) là Burgdorf, Signau và Trachselwald. Hạt này thuộc vùng lãnh thổ Emmental-Oberaargau. Hạt có 42 đô thị và có tổng diện tích 690,45 km² (266,6 mi²)và dân số thời điểm tháng 12 năm 2008 là 93.082 người.

## Các đô thị
| Flag                   | Tên                    | Dân số (31 tháng 12 năm 2014) | Diện tích tính bằng km² |
| ---------------------- | ---------------------- | ----------------------------- | ----------------------- |
| Aefligen               | Aefligen               | 1.103                         | 2.03                    |
| Affoltern im Emmental  | Affoltern im Emmental  | 1.125                         | 11.49                   |
| Alchenstorf            | Alchenstorf            | 584                           | 6.56                    |
| Bätterkinden           | Bätterkinden           | 3.288                         | 10.17                   |
| Burgdorf               | Burgdorf               | 16.583                        | 15.61                   |
| Dürrenroth             | Dürrenroth             | 1.052                         | 14.13                   |
| Eggiwil                | Eggiwil                | 2.486                         | 60.32                   |
| Ersigen                | Ersigen                | 2.063                         | 8.73                    |
| Hasle bei Burgdorf     | Hasle bei Burgdorf     | 3.302                         | 21.90                   |
| Heimiswil              | Heimiswil              | 1.632                         | 23.34                   |
| Hellsau                | Hellsau                | 214                           | 1.49                    |
| Hindelbank             | Hindelbank             | 2.519                         | 9.7                     |
| Höchstetten            | Höchstetten            | 279                           | 2.63                    |
| Kernenried             | Kernenried             | 547                           | 3.34                    |
| Kirchberg              | Kirchberg              | 5.919                         | 9.02                    |
| Koppigen               | Koppigen               | 2.104                         | 6.93                    |
| Krauchthal             | Krauchthal             | 2.384                         | 19.43                   |
| Langnau im Emmental    | Langnau im Emmental    | 9.262                         | 48.39                   |
| Lauperswil             | Lauperswil             | 2.663                         | 21.22                   |
| Lützelflüh             | Lützelflüh             | 4.211                         | 26.92                   |
| Lyssach                | Lyssach                | 1.466                         | 6.06                    |
| Oberburg               | Oberburg               | 2.937                         | 14.11                   |
| Röthenbach im Emmental | Röthenbach im Emmental | 1.169                         | 36.78                   |
| Rüderswil              | Rüderswil              | 2.373                         | 17.15                   |
| Rüdtligen-Alchenflüh   | Rüdtligen-Alchenflüh   | 2.444                         | 2.74                    |
| Rüegsau                | Rüegsau                | 3.265                         | 15.10                   |
| Rumendingen            | Rumendingen            | 81                            | 2.42                    |
| Rüti bei Lyssach       | Rüti bei Lyssach       | 172                           | 1.30                    |
| Schangnau              | Schangnau              | 918                           | 36.48                   |
| Signau                 | Signau                 | 2.594                         | 22.10                   |
| Sumiswald              | Sumiswald              | 5.044                         | 59.37                   |
| Trachselwald           | Trachselwald           | 954                           | 15.95                   |
| Trub                   | Trub                   | 1.314                         | 62.02                   |
| Trubschachen           | Trubschachen           | 1.465                         | 15.63                   |
| Utzenstorf             | Utzenstorf             | 4.430                         | 16.94                   |
| Wiler bei Utzenstorf   | Wiler bei Utzenstorf   | 995                           | 3.83                    |
| Willadingen            | Willadingen            | 199                           | 2.16                    |
| Wynigen                | Wynigen                | 2.077                         | 28.31                   |
| Zielebach              | Zielebach              | 330                           | 1.92                    |
|                        | Total (40)             | 97.666                        | 690.45                  |